# Liste der türkischen Botschafter in Nordkorea
Die türkische und die Regierung der Volksrepublik Nordkorea pflegen diplomatische Beziehungen auf Botschafterniveau, der nordkoreanische Botschafter in Sofia ist auch bei der Regierung in Ankara akkreditiert, soweit türkische Botschafter in Pjöngjang akkreditiert werden, haben sie ihren Sitz in Seoul.
Die türkische Botschaft in Seoul proklamiert Nord- und Südkorea zu ihrem Aufgabengebiet.
| Ernennung Akkreditierung | Botschafter  | Bemerkung | Liste der Ministerpräsidenten der Türkei | Staatsoberhaupt Nordkoreas | Posten verlassen |
| ------------------------ | ------------ | --- | ---------------------------------------- | -------------------------- | ---------------- |
| 23. Nov. 2011            | Naci Sarıbaş | (* 1949 in Ankara) 1966: Abitur am TED Ankara College Foundation Schools, Studium Wirtschafts- und Verwaltungswissenschaft an der Gazi Üniversitesi, 1972: Eintritt in das Handelsministerium, 1979: Eintritt in den auswärtigen Dienst, 2005–2007: Botschafter in Doha, 2009–2011: ständiger Vertreter bei der OSZE, 2011–2013: Botschafter in Seoul. | Recep Tayyip Erdoğan                     | Kim Yŏng-nam               |                  |